# 西澳大利亞州政府

西澳州政府體制是隸屬於澳洲憲法的政府體制，成立於1890年，百餘年來經歷多次修訂。自1901年起西澳州成為澳洲聯邦的一個州，與聯邦的關係亦首先尊重西澳憲法。根據澳洲憲法，西澳除了被聯邦分割部分立法權和司法權，其它方面保持完全獨立。西澳州是根據西敏制的精神——英國式議會政治體系，採三權分立。
- 立法權取決於西澳州的州議會，包括由西澳州州长代表與二議院-西澳上議院及西澳下議院。
- 行政權取決於行政會議，包括州长和資深部長(或稱資深廳長)。行政權由西澳州州长和內閣行使，內閣由下議院的多數黨黨魁（即州长出任者）任命。
- 司法權由西澳最高法院和次級法院體系行使，但聯邦高等法院有最後的司法權。在澳洲憲法授予聯邦政府權力制定為法律的情況下，其它聯邦法庭亦有一定的司法權。

西澳州州議會設於首府珀斯，政府功能方面由州議會負責監督。往昔隸屬珀斯市的各市區今劃分為三十餘個地方政府（LGA），由於政治、經濟、自然環境等皆有密切的關係，所以通稱為「珀斯大都會」。

## 外部連結
西澳州政府官方網頁（页面存档备份，存于）